# Hosoya Mao
Hosoya Mao (細谷 真大 (Tế Cốc Chân Đại) sinh ngày 7 tháng 9 năm 2001) là một cầu thủ bóng đá người Nhật Bản thi đấu ở vị trí tiền đạo cắm cho câu lạc bộ Kashiwa Reysol và Đội tuyển bóng đá quốc gia Nhật Bản.

## Sự nghiệp câu lạc bộ
Hosoya Mao hiện đang chơi cho Kashiwa Reysol.